# Alfredo Perl
Pour les articles homonymes, voir Perl.
Alfredo Perl, né à Santiago du Chili en 1965, est un pianiste classique et chef d'orchestre chilien-allemand surtout connu au Royaume-Uni, en Australie et en Allemagne. Alfredo Perl a acquis une réputation pour ses récitals des sonates de Beethoven. Il est actuellement chef de l'orchestre de chambre de Detmold en Rhénanie-du-Nord-Westphalie.

## Biographie
Alfredo Perl commence à jouer du piano dès son plus jeune âge. Il étudie au Conservatoire national du Chili sous la direction de Carlos Botto Vallarino et plus tard avec Günter Ludwig en Allemagne et Maria Curcio à Londres. Ensuite, Alfredo Perl se perfectionne avec Mitsuko Uchida, Pierre-Laurent Aimard, Martha Argerich et Daniel Barenboim.
Il fait ses débuts à l’International Piano Series au Queen Elizabeth Hall à Londres en 1992. Perl joue depuis dans de nombreux lieux prestigieux et partout au royaume-Uni. Il s'est produit notamment dans des récitals Beethoven au Wigmore Hall et un récital Chopin à la Hopetoun House à Edimbourg, en 2003. Parmi les autres salles de concerts où Perl est apparu figure le Musikverein de Vienne, le Rudolfinum de Prague, la Herkulessaal à Munich, Izumi Hall d'Osaka, le Teatro Colón de Buenos Aires et la Grande salle du Conservatoire de Moscou.
Il remporte des prix au Japon, en Italie, en Autriche et dans son pays natal, le Chili et effectue une tournée, où il interprète l'intégrale des 32 sonates de Beethoven — qu'il a également enregistré,,. Perl a également enregistré des œuvres pour piano de Schumann, Liszt et Busoni et des concertos de Grieg, Szymanowski et Liszt. Il est acclamé par la critique dans un certain nombre de pays, dont le Royaume-Uni, l'Australie, l'Allemagne et la Russie. Il a joué avec de nombreux orchestres, dont l'Orchestre symphonique de Londres, le Royal Philharmonic Orchestra, l'Orchestre Symphonique de la BBC, l'Orchestre symphonique de Sydney et l'Orchestre symphonique de Melbourne. Il est en particulier connu pour son toucher élégant et délicat, Le quotidien The Age de Melbourne, écrit : « Le pianiste chilien Alfredo Perl a produit une musique élégante. Son interprétation n'a pas été forcée lors des cadences ou dans le reste de l'œuvre... le point culminant du concert ».
Depuis 2009, Alfredo Perl est le chef d'orchestre de l'Orchestre de chambre de Detmold,. Il a résidé pendant une longue période en alternance à Munich et Hambourg. Il a également été membre du jury de plusieurs concours de piano, comme celui de 2009 au Concours Beethoven de Bonn et en 2010, au Concours international de piano écossais.